# Elie Konki
Elie Konki (* 6. April 1992 in Meulan-en-Yvelines) ist ein französischer Profiboxer im Bantamgewicht. Als Amateur war er Teilnehmer der Olympischen Spiele 2016.

## Amateurkarriere
Elie Konki trainierte beim Club Boxing Amical Les Mureaux und wurde 2009 sowie 2010 französischer Jugendmeister im Fliegengewicht. Zudem war er Achtelfinalist der Jugend-Europameisterschaften 2009 in Polen und Viertelfinalist der U22-Europameisterschaften 2012 in Russland.
Bei den Erwachsenen wurde er 2012, 2013, 2014 und 2015 französischer Meister im Fliegengewicht und gewann die Silbermedaille bei den EU-Meisterschaften 2014 in Bulgarien. Darüber hinaus war er Vorrundenteilnehmer der Weltmeisterschaften 2013 in Kasachstan, Achtelfinalist der Europaspiele 2015 in Aserbaidschan, sowie jeweils Viertelfinalist der Europameisterschaften 2011 in der Türkei, der Europameisterschaften 2015 in Bulgarien und der Mittelmeerspiele 2013 in der Türkei.
Im April 2016 nahm er an der europäischen Olympiaqualifikation in der Türkei teil und besiegte im ersten Kampf den Türken Hakan Çiğdem, schied aber dann knapp mit 1:2 gegen den Iren Brendan Irvine aus. Daraufhin startete er im Juni 2016 noch beim World Olympic Qualifier in Aserbaidschan, wo er gegen Alexander Riscan aus Moldawien und Ryōmei Tanaka aus Japan gewann und das Viertelfinale erreichte, wo er gegen den späteren Gewinner Daniel Assenow aus Bulgarien verlor. Als gegen den Turniersieger im Viertelfinale ausgeschiedener Boxer, war er daraufhin für eine Teilnahme an den Olympischen Spielen 2016 in Brasilien qualifiziert. Bei Olympia besiegte er in der Vorrunde den Deutschen Hamza Touba mit 3:0, schied aber im Achtelfinale mit 0:3 gegen den Russen Michail Alojan aus.

## Profikarriere
Sein Profidebüt gewann er am 14. Oktober 2017 in Paris gegen seinen ungeschlagenen Landsmann Santiago San Eusebio. Im November 2018 gewann er die französische Meisterschaft im Bantamgewicht gegen Benedikt Croze und verteidigte den Titel im Februar 2019 gegen Anthony Chapat sowie im Juli 2019 gegen Sebastian Iacobas.
Im Dezember 2019 wurde er EU-Champion der EBU und im Oktober 2020 Intercontinental Champion der WBA.
Im Juni 2022 verlor er durch K. o. in der zweiten Runde gegen Loïc Tajan.